# Júlia Barceló
Júlia Barceló (Barcelona, 1985) és una exactriu, exdirectora teatral i professora a l'Institut del Teatre, que s'ha significat com a activista contra la pressió estètica.

## Trajectòria
Es va llicenciar en Art Dramàtic a l'Institut del Teatre. Com a actriu, ha partitpat en obres de teatre com La Casa Sin Bernarda, de Paula Errando; Sopar amb batalla de Jordi Casanovas, Orsini d'Aleix Aguilà, AÜC, de Clara Peya i Ariadna Peya o L’Avar de Molière, amb direcció de Josep Maria Mestres, entre moltes altres.
Entre 2012 i 2014 va formar part de la Joven Compañía Nacional de Teatro Clásico, representant obres de Lope de Vega a Madrid. També ha dirigit diverses peces, entre les quals destaca La Suerte, d'Emilia Pardo Bazán, El gegant del pi de Pau Vinyals, Goldilocks de Jaume Viñas, Ànsia de Sarah Kane, o La ciutat no és vostra, d'Aleix Aguilà, entre d'altres.
A la televisió, ha treballat a les sèries Incidents, Sicília sense morts, Les de l'hoquei, Vida perfecta, de Leticia Dolera, Matar al padre de Mar Coll i Com si fos ahir (TV3).
El 13 de maig de 2023 va anunciar a través del seu compte personal de twitter que abandonava indefinidament la seva trajectòria professional sobre els escenaris cansada de conviure en una situació constant de precarietat laboral.

### Activisme
Més enllà de la seva carrera professional, és coneguda per fer activisme contra la pressió estètica. Ha publicat el llibre Operació biquini (Flamboyant, 2022) il·lustrat per Camille Vannier, on parla de temes com la grassofòbia i la cultura de la dieta a través d'una perspectiva body positive. El llibre ha sigut traduït al castellà per Lucía Barahona.